# Pokal evropskih prvakov 1987/88 (hokej na ledu)
Pokal evropskih prvakov 1987/88 je triindvajseta sezona hokejskega pokala, ki je potekal med 8. oktobrom 1987 in 12. oktobrom 1988. Naslov evropskega pokalnega zmagovalca je osvojil klub CSKA Moskva.

## Tekme

### Predtekmovanje
| 1. klub        | Rezultat  | 2. klub            |
| -------------- | --------- | ------------------ |
| Slavija Sofija | 5:8, 3:11 | Murrayfield Racers |

### Redi del

#### Skupina A
(Megève, Francija)
| 1. klub           | Rezultat | 2. klub             |
| ----------------- | -------- | ------------------- |
| Tappara Tampere   | 5:1      | HC Steaua Bucureşti |
| Mont-Blanc        | 5:3      | Podhale Nowy Targ   |
| Podhale Nowy Targ | 3:2      | HC Steaua Bucureşti |
| Mont-Blanc        | 2:11     | Tappara Tampere     |
| Mont-Blanc        | 7:0      | HC Steaua Bucureşti |
| Tappara Tampere   | 5:1      | Podhale Nowy Targ   |

##### Lestvica
| Poz | Klub                | Točke |
| 1   | Tappara Tampere     | 6     |
| 2   | Mont-Blanc          | 4     |
| 3   | Podhale Nowy Targ   | 2     |
| 4   | HC Steaua Bucureşti | 0     |

#### Skupina B
(Varese, Italija)
| 1. klub           | Rezultat | 2. klub         |
| ----------------- | -------- | --------------- |
| AS Mastini Varese | 0:6      | Tesla Pardubice |
| HC Lugano         | 5:1      | HK Jesenice     |
| AS Mastini Varese | 3:1      | HK Jesenice     |
| HC Lugano         | 4:5      | Tesla Pardubice |
| Tesla Pardubice   | 8:3      | HK Jesenice     |
| AS Mastini Varese | 2:2      | HC Lugano       |

##### Lestvica
| Poz | Klub              | Točke |
| 1   | Tesla Pardubice   | 6     |
| 2   | HC Lugano         | 3     |
| 3   | AS Mastini Varese | 3     |
| 4   | HK Jesenice       | 0     |

#### Skupina C
(Oslo, Norveška)
| 1. klub       | Rezultat | 2. klub       |
| ------------- | -------- | ------------- |
| CSKA Moskva   | 13:0     | Dynamo Berlin |
| Vålerenga     | 12:3     | Herning IK    |
| CSKA Moskva   | 13:0     | Herning IK    |
| Vålerenga     | 3:2      | Dynamo Berlin |
| Dynamo Berlin | 5:3      | Herning IK    |
| Vålerenga     | 0:5      | CSKA Moskva   |

##### Lestvica
| Poz | Klub          | Točke |
| 1   | CSKA Moskva   | 6     |
| 2   | Vålerenga     | 4     |
| 3   | Dynamo Berlin | 2     |
| 4   | Herning IK    | 0     |

#### Skupina D
(Rotterdam, Nizozemska)
| 1. klub           | Rezultat | 2. klub            |
| ----------------- | -------- | ------------------ |
| IF Björklöven     | 3:1      | Kölner EC          |
| Rotterdam Panda's | 17:2     | Murrayfield Racers |
| IF Björklöven     | 8:3      | Murrayfield Racers |
| Rotterdam Panda's | 3:8      | Kölner EC          |
| Kölner EC         | 24:0     | Murrayfield Racers |
| Rotterdam Panda's | 1:10     | IF Björklöven      |

##### Lestvica
| Poz | Klub               | Točke |
| 1   | IF Björklöven      | 6     |
| 2   | Kölner EC          | 4     |
| 3   | Rotterdam Panda's  | 2     |
| 4   | Murrayfield Racers | 0     |

### Finalna skupina
(Davos, Švica)
| 1. klub         | Rezultat | 2. klub         |
| --------------- | -------- | --------------- |
| Tesla Pardubice | 2:2      | IF Björklöven   |
| CSKA Moskva     | 8:2      | Tappara Tampere |
| Tesla Pardubice | 5:2      | Tappara Tampere |
| CSKA Moskva     | 6:1      | IF Björklöven   |
| Tappara Tampere | 12:4     | IF Björklöven   |
| CSKA Moskva     | 2:1      | Tesla Pardubice |

#### Lestvica
| Poz | Klub            | Točke |
| 1   | CSKA Moskva     | 6     |
| 2   | Tesla Pardubice | 3     |
| 3   | Tappara Tampere | 2     |
| 4   | IF Björklöven   | 1     |